# El evangelio de la carne
El evangelio de la carne es una película peruana de suspenso-policial y drama de Eduardo Mendoza de Echave. Se estrenó el 17 de octubre de 2013 en Lima y varias provincias.
El filme ganó tres premios en el 17° Festival de Cine de Lima: Premio del Público, Premio de Titra y el Premio de la Asociación de Comunicadores.
En julio de 2014 llegó a las salas de cine de Francia, Suiza y Bélgica.

## Argumento
En el día que sucede la final del campeonato de fútbol entre Alianza Lima y Universitario de Deportes, y de la multitudinaria salida del Señor de los Milagros, tres hombres entrecruzan sus vidas en busca de redención para ellos y de un milagro para los suyos. Gamarra, un policía encubierto, intenta desesperadamente salvar a su esposa de una extraña y desconocida enfermedad mientras investiga a una red de contrabando y piratería. Félix, un chofer de buses interprovinciales, intenta ser aceptado en la Hermandad del Señor de los Milagros. Narciso, hace todo lo posible por sacar a su hermano menor de edad de la prisión antes de que sea trasladado a un penal de mayores, esto sucede mientras la guerra desatada contra la hinchada rival pone en peligro la vida de sus seres más queridos.

## Elenco
- Giovanni Ciccia como Vicente Gamarra.
- Jimena Lindo como Julia.
- Lucho Cáceres como Raúl.
- Sebastián Monteghirfo como Narciso.
- Ismael Contreras como Félix.
- Aristóteles Picho como El Cardenal.
- Gianfranco Brero como el Doctor.
- Ebelin Ortiz como Rosario.
- Norma Martínez como Beatriz.
- Víctor Prada como Pascal.
- Carlos Montalvo como El Zorro.
- Cindy Díaz como Nancy.
- Emanuel Soriano como Cocoliche.
- Flor Castillo como Delia.

## Recepción
En su tercera semana superó los 60 mil espectadores a nivel nacional.

### Premios y nominaciones
| Año  | Premio                                       | Categoría                                         | Nominado             | Resultado |
| ---- | -------------------------------------------- | ------------------------------------------------- | -------------------- | --------- |
| 2013 | 17° Festival de Cine de Lima                 | Premio del Público                                | Dir. Eduardo Mendoza | Ganador   |
| 2013 | 17° Festival de Cine de Lima                 | Premio de Titra                                   | Dir. Eduardo Mendoza | Ganador   |
| 2013 | 17° Festival de Cine de Lima                 | Premio de la Asociación de Comunicadores          | Dir. Eduardo Mendoza | Ganador   |
| 2013 | Premios Luces de El Comercio                 | Mejor película                                    | Dir. Eduardo Mendoza | Nominado  |
| 2013 | Premios Luces de El Comercio                 | Mejor actor de cine                               | Lucho Cáceres        | Nominado  |
| 2013 | Premios Luces de El Comercio                 | Mejor actor de cine                               | Ismael Contreras     | Nominado  |
| 2013 | Premios Luces de El Comercio                 | Mejor actriz de cine                              | Jimena Lindo         | Nominada  |
| 2013 | Premios Luces de El Comercio                 | Mejor actriz de cine                              | Norma Martínez       | Nominada  |
| 2015 | 2° Festival Latinoamericano de Cine de Quito | Mejor película latinoamericana, Premio del jurado |                      | Ganador   |